# Urbà Fando i Rais
Urbà Fando i Rais (Barcelona, 27 de juny de 1855 – Porto, Portugal, maig de 1911) va ser un músic, organista i director d'orquestra, i compositor de sarsueles de molt d'èxit a finals del segle xix.

## Biografia
Urbà Baltasar Ramon Fando i Rais fou fill d'Urbano Fando i Valera Rais, net d'Urbano Fando i pare d'Urbano Fando i Ricci. Inicià la seva formació musical a l'escolania de l'església de la basílica de la Mercè de Barcelona, i l'amplià al Conservatori del Liceu. Dirigí els cors del Liceu i portà petites companyies de sarsuela i operetes. Després d'estrenar algunes sarsueles amb llibret i partitures pròpies, a partir del 1895 encetà una fructífera col·laboració amb el teatre Jardí Espanyol, amb moltes sarsueles amb música pròpia i llibrets de Conrad Colomer i Rogés. L'obra que li donà més anomenada va ser El somni de la innocència: cent representacions només el 1895, més de tres mil en la dècada posterior. S'intentà de perllongar aquest èxit amb dues continuacions: Verdalet, pare i fill i El senyor Palaudàrias, la primera amb llibret de Conrad Colomer i la segona amb lletra de Joaquim Montero i música d'Arturo de Isaura y Pont.

## Obra dramàtico-musical
- De telón adentro, cuadro cómico lírico en un acto Llibret: Bruno Güell.
- La Jota del Duo. Apropósito en 1 acto. Llibret i música: Urbà Fando i Rais. Estrenat al Teatre Circ Barcelonès de Barcelona el 7 de febrer de 1894.
- El príncep del Congo. Sarsuela bufa en 1 acte i 5 quadres. Llibret i música: Urbà Fando i Rais. Estrenada al teatre Jardí Espanyol de Barcelona el 13 de juliol de 1894.
- L'illa tranquil·la. Sarsuela en 2 actes. Llibret i música: Urbà Fando i Rais. Estrenada al Teatre Principal (Barcelona) l'any 1894.
- El somni de la innocència. Sarsuela en 1 acte. Llibret: Conrad Colomer i Rogés. Estrenada al teatre Jardí Espanyol de Barcelona el 5 de juny de 1895.[5]
- El trompeta de lanceros, juguete cómico-lírico en un acto y en prosa. Llibret: José Caldeiro i Alejandro Barba. Estrenada al teatre Jardí Espanyol de Barcelona el 17 d'agost del 1895.
- L'amich Molas. Sarsuela en tres actes. Estrenada al Teatre Català Romea de Barcelona el 13 de novembre del 1896.
- Verdalet pare i fill, del comerç de Barcelona. Llibret: Conrad Colomer i Rogés. Estrenada al teatre Jardí Espanyol de Barcelona el 26 de maig de 1896.
- Un debut. Sarsuela en 2 actes. Llibret: Antoni Ferrer i Codina. Estrenada al teatre Jardí Espanyol de Barcelona el 5 de juny de 1896.
- La lliçó de dibuix. Sarsuela en 1 acte i en prosa. Llibret: Francesc Figueras i Ribot. Estrenada al teatre Jardí Espanyol de Barcelona l'11 de juliol de 1896.
- Cosas de casa. Revista cómico-lírica en un acto y tres cuadros. Llibret: José Lambert. Estrenada al teatre Jardín Español el 2 de juliol del 1897.
- La Primera Nit (Autour du lit nuptial). Vaudeville en tres actes y dos cuadros. Llibret: Frederic Fuentes i Aguiló. Estrenat al Teatre Còmic de Barcelona el novembre del 1905.